# Capnia sidimiensis
Capnia sidimiensis is een steenvlieg uit de familie Capniidae. De wetenschappelijke naam van de soort is voor het eerst geldig gepubliceerd in 1979 door Zhiltzova.